# Saroba cascalis
Saroba cascalis är en fjärilsart som beskrevs av Swinhoe 1891. Saroba cascalis ingår i släktet Saroba och familjen nattflyn. Inga underarter finns listade.